# Strumigenys conspersa
Strumigenys conspersa (лат.) — вид мелких муравьёв из трибы Attini (ранее в Dacetini, подсемейство Myrmicinae).

## Распространение
Южная Америка: Аргентина и Бразилия.

## Описание
Длина коричневатого тела около 2 мм (от 2,0 до 2,1 мм), длина головы от 0,52 до 0,54 мм. Усики 6-члениковые. Скапус усика очень короткий, дорзо-вентрально сплющенный и широкий. Мандибулы узкие треугольные с 5—7 мелкими зубцами. Стебелёк между грудкой и брюшком состоит из двух члеников: петиолюса и постпетиолюса (последний четко отделен от брюшка), жало развито, куколки голые (без кокона). Хищный вид, охотится на мелкие виды почвенных членистоногих.
Вид был впервые описан в 1906 году Карло Эмери по материалам из Америки, а его валидный статус был подтверждён в ходе ревизии американским мирмекологом Уильямом Брауном и британским мирмекологом Барри Болтоном.
Вид включён в состав видовой группы Strumigenys alberti вместе с несколькими американскими видами (Strumigenys alberti, S. fridericimuelleri, S. furtiva, S. nigrescens, S. parsauga, S. sublucida).